# Predné Jatky
Predné Jatky nebo Košiare jsou skalnatý vrch v hlavním hřebeni Belianských Tater o nadmořské výšce 2012 m.

## Jeden či více vrchů
V literatuře je sporné, zda jde o jeden vrch, dva vrchy (Predné Jatky a Košiare) nebo více vrchů, a někdy se tento útvar dokonce zřejmě zařazuje jako součást vrchu Zadné Jatky.

## Poloha
Nacházejí se v centrální části pohoří, mezi vrcholy Holica a Prostredné Jatky. Jižně se nachází dolina Predné Meďodoly, severně masiv klesá k obci Ždiar.

## Přístup
Vrch je z důvodu ochrany přírody turisticky nepřístupný.